# Hieronymus Kromayer

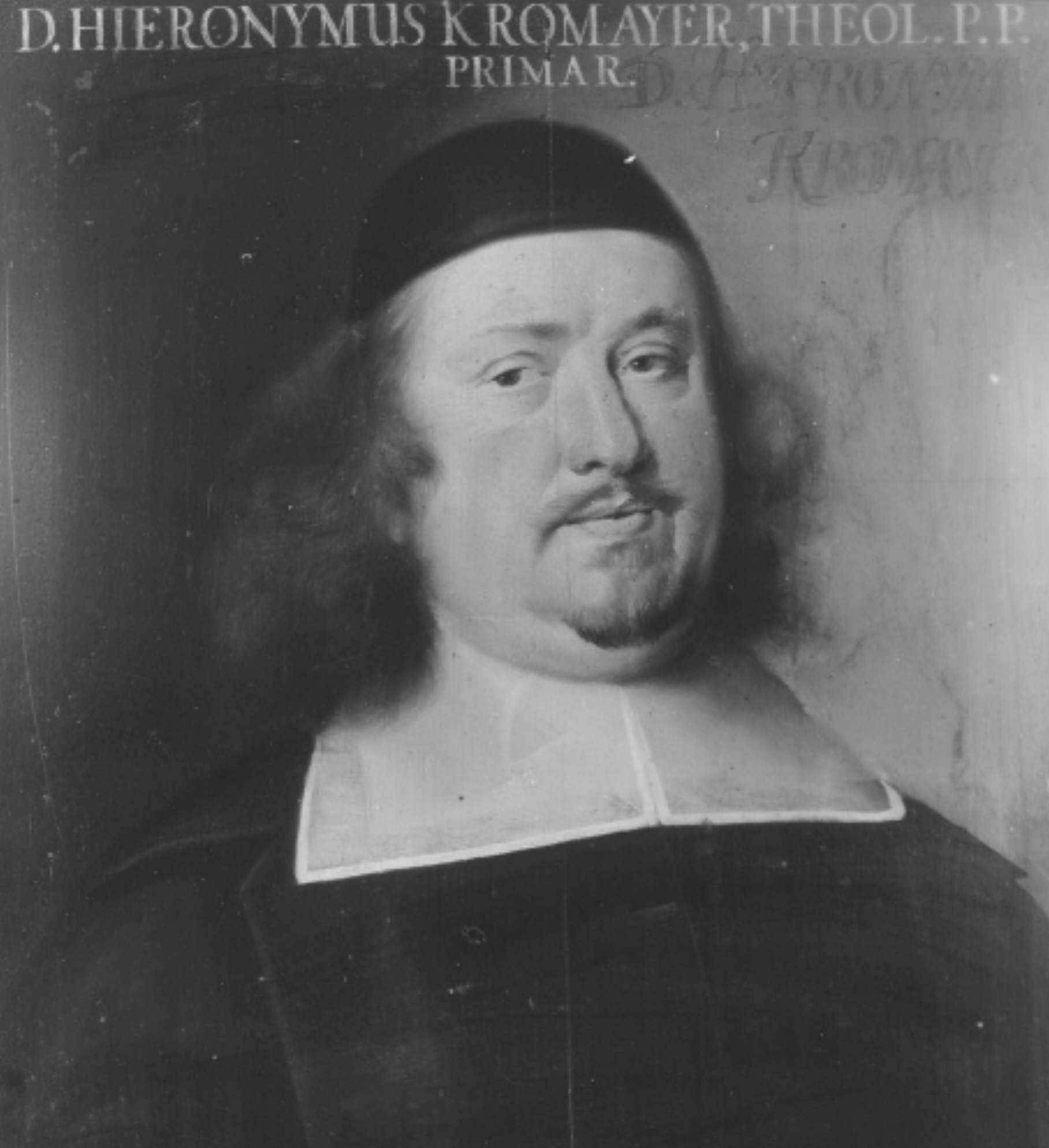
Hieronymus Kromayer

Hieronymus Kromayer (* 18. Januar 1610 in Zeitz; † 3. Juni 1670 in Leipzig) war ein deutscher lutherischer Theologe.

## Leben
Kromayer entstammte einer Familie, aus der in vorhergehenden Generationen einige bedeutende evangelische Theologen hervorgegangen waren. Sein Vater Hieronymus Kromeyer der Ältere (1572–1613) hatte sich den Grad eines Lizentiaten der Theologie erworben und war zu seiner Geburt Pastor der St. Michaelkirche in Zeitz gewesen und wurde dann Superintendent in Plauen. Er stammte aus einem in Schlesien ansässigen adligen Geschlechte ab. Seine Mutter Maria Magdalena († 1645), war die Tochter des Naumburger Bürgermeisters Jacob Lindner und dessen Frau Margareta Selnecker. Diese wiederum stammte aus der Ehe des Nikolaus Selnecker.
Als er kaum das vierte Lebensjahr erreicht hatte, verstarb sein Vater. Seine Mutter ehelichte den Zeitzer Stiftssuperintendenten und Assessor am geistlichen Konsistorium Erhart Lauterbach, der dafür sorgte, dass der Junge seine Ausbildung zunächst durch Privatgelehrte genoss und die Stiftsschule in Zeitz besuchte. 1628 begab er sich an die Universität Leipzig, wo er ein kurfürstliches Stipendium bekam und sich 1629 den niedrigsten akademischen Grad eines Baccalaureus erwarb. Er wechselte danach an die Universität Wittenberg, dann an die Universität Jena und kehrte zurück nach Leipzig, wo er 1632 an der philosophischen Fakultät den Magister erhielt.
Der Dreißigjährige Krieg und die in Leipzig anhaltende Pestgefahr nötigten ihn, kurzzeitig Leipzig zu verlassen. Er kehrte aber 1633 zurück und hielt Disputationen als Präsens über Logik, Physik und Astronomie. Wie auch seine Vorfahren, sowie sein Vetter Johann Kromayer entschloss er sich zu einem theologischen Studium, wobei er sieben Jahre lang die Vorlesungen von Heinrich Höpfner, Christian Lange und Burchart besuchte. 1637 bewarb er sich um die Aufnahme an der philosophischen Fakultät, und wurde nach zwei Disputationen dort 1638 aufgenommen.
Er erwarb 1640 den Baccalaureus der Theologie und erhielt 1643 die Professur für Geschichte, avancierte 1545 zum Lizentiaten der Theologie, wurde im Folgejahr außerordentlicher Professor der Theologie und vertauschte 1648 seine bestehende Professur mit der Professur für Rhetorik. 1651 promovierte er zum Doktor der Theologie und erhielt verschiedene Angebote von anderen Hochschulen, die er aber ausschlug.
1657 erhielt er die vierte ordentliche Professur und verwaltete damit verbunden die kurfürstlichen Stipendiaten. 1658 stieg er in die dritte theologische Professur auf und wurde damit verbunden Kanoniker im Zeitzer Stift. 1661 trat er die Nachfolge von Johann Hülsemann an und übernahm das Kanonikat in Meißen und stieg 1666 in die erste theologische Professur auf als Nachfolger von Daniel Heinrici und saß damit verbunden als Assessor im kurfürstlich sächsischen Konsistorium, sowie Senior der „Meißnischen Nation“. Er war fünf Mal Dekan der theologischen Fakultät in Leipzig (1661/62[?], 64/65, 66/67, 67/68, 69/70) und einmal Rektor (1653) der Hochschule gewesen.
Am 10. November 1646 heiratete er Anna Justina, die älteste Tochter des Georg Tobias Schwendendörffer. Aus der Ehe ist nur der Sohn Georg Tobias Kromayer (* 5. Januar 1653; † 7. Januar 1653) hervorgegangen.
1648 verfasste Kromayer ein lateinisches Lobgedicht für Johann Rosenmüllers "Kernsprüche".

## Wirken
Theologisch betrachtet stand Kromayer auf der Seite der lutherischen Orthodoxie und war in die Auseinandersetzungen mit den Theologen in Helmstedt involviert. Er arbeitete in diesen Prozess der unüberbrückbaren Auseinandersetzung die Unterschiede heraus. In seinen Arbeiten wendete er sich vehement gegen die Vertreter der katholischen Kirche und die Vertreter des Calvinismus. Dazu gehören auch die Anhänger des Paracelsus, von Weigel, die Rosenkreuzer, die orientalischen Kirchen, die Juden und andere. Mit Hülsemann und Henrici verfasste er 1655 die Consensus repetitus fidei vere Lutheranae und produzierte weitere exegetische Arbeiten.

## Werkauswahl
- Loci antisyncretistici…, 1668, 1683
- Johannesapokalypse, 1662, 1674
- Galerterbrief, 1670, 1672
- Decas disputationes de ecclesia Romana, 1662
- Ecclesia in politia Id est historiae ecclesiastice centuriae XVI. …, 1666, 1673
- Teologia positiva-polemica, in qua controversiae Lutheranum cum Pontificiis, Calvinianis, Remonstrantibus …, 1666, 1711
- Polymathia teologica vel adparatus ex philolocis …, 1669
- Scrutinum religionum tum falsarum tum unice verae …, 1670, 1672, 1681